# Vizzini-Licodia vasútállomás
Vizzini-Licodia vasútállomás egy vasútállomás Olaszországban, Szicília régióban, Catania megyében, Vizzini településen. Forgalma alapján az olasz vasútállomás-kategóriák közül a bronz kategóriába tartozik.

## Vasútvonalak
Az állomást az alábbi vasútvonalak érintik:
- Catania–Gela-vasútvonal